# Politikens filmjournal 104
|  | Denne artikel er oprettet af botten Steenthbot ud fra en ekstern database. Den kan derfor have sproglige fejl eller mangler. Denne skabelon kan fjernes efter kontrol af indholdet. |

Politikens filmjournal 104 er en dansk dokumentarisk optagelse fra 1951.

## Handling
1) Kong Haakon VII af Norge ankommer ved Toldboden til privat besøg i København.

2) England: Svaner renses for skibsolie fra Themsen.

3) Den 7. verdensspejderjamboree i Østrig. Danmark deltager med en stor delegation.

4) Brandmandsshow på Østerbro Stadion. 13.000 børn og voksne overværer brandmændenes brandøvelser og shownumre.

5) Grand Prix på Ordrupbanen. Hollænderen Diercksen vinder.

6) Oliekildebrand i Tyskland. Boretårnet smelter.

7) Tyskland: Fredsdemontration i Østberlin i forbindelse med Verdensungdomsfestivalen. Østtysklands præsident Wilhelm Pieck modtager demonstranterne på stadion.

8) USA: Canadieren 'Red' Hill omkommer i et forsøg på at flyde gennem Niagara-vandfaldene i en beholder lavet af bildæk betrukket med sejldug.